# 芳野史明
芳野 史明（よしの ふみあき、1973年6月18日 - ）は、日本の俳優。大阪府出身、身長184cm、体重70kg。趣味・特技は乗馬、殺陣。富良野塾22期生。

## 出演

### 映画
- 極道の妻たち 危険な賭け（1996年）
- 残侠（1998年 東映）
- 新・仁義なき戦い。（2000年、東映） - 山本
- 半世界（2019年 キノフィルムズ） - 北見
- SAVAGE 獲るのは誰だ？（2024年）

### テレビ
- 新選組血風録
- 痛快!三匹のご隠居
- 大江戸捕物改革 八丁堀の七人
- 新・京都迷宮案内
- 暴れん坊将軍
- 名奉行 遠山の金さん
- 隠密奉行朝比奈
- やすらぎの郷（2017年） - 野村伊三郎（介護主任）
- やすらぎの刻〜道（2019年）- 野村伊三郎（介護主任）

### Vシネマ
- 首領への道7（1999年） - 白虎会組員 石丸
- 新 第三の極道8 〜腐敗官僚VS裏盃の軍団〜（1998年） - 二代目武侠会組員
- 新 第三の極道12 〜裏盃よ永遠に…〜（2000年） - 岐阜 室田組組員
- KYOTO BLACK 黒のサムライ（2015年） - 岡本建設社長 岡本芳久
- KYOTO BLACK 白い悪魔（2019年） - 岡本建設社長 岡本芳久
- 日本極道戦争7・8（2020年） - 松山 神征会阪神連合会系山崎組組長 山崎健介
- 日本統一45（2021年） - 尾道 テキヤ大場一家副会長 山浦欽也